# NEO
NEO is een controversieel stedenbouwkundig project van de stad Brussel op de Heizel. Met het plan hoopt de Brusselse overheid de internationale uitstraling van Brussel te vergroten door de bouw van een congrescentrum. Om dit te bekostigen wordt er ook een nieuw winkelcentrum gepland.

## Onderdelen
ConventiecentrumHet Brussels Gewest wil een conventiecentrum van internationale schaal ("op VN-niveau") realiseren. Zo'n congrescentrum werd eerder (in 2007) al voorgesteld in het Plan voor de Internationale Ontwikkeling van Brussel. Het NEO project voorziet in een dergelijk conventiecentrum met een capaciteit van 5000 bezoekers tussen de Keizerin Charlottelaan en de huidige Kinepolisgebouwen. In juli 2018 raakt bekend dat starchitect Jean Nouvel het congrescentrum zou ontwerpen. De realisatie van het conventiecentrum (Neo II) wordt bekostigd door de verkoop van de gronden voor het winkelcentrum (Neo I).
HandelswijkOorspronkelijk werd 10 ha (100.000 m²) winkeloppervlakte voorzien in een zogeheten "handelswijk" ten noordwesten van het huidige Koning Boudewijnstadion. Dit werd later teruggebracht tot 72.000 m². De handelswijk op de Heizel zou ook klanten uit Vlaanderen moeten aantrekken en is volgens de stad Brussel beter bereikbaar met het openbaar vervoer dan 'Vlaamse' concurrent Uplace.
Brussels ExpoDe paleizen van het tentoonstellingspark blijven behouden. De eerste actie op terrein die kaderde in het NEO-project was de ombouw van Paleis 12 naar een concertzaal waarvan men hoopte dat deze zou kunnen concurreren met het Antwerpse sportpaleis.
Nationaal stadionIn voorlopige ontwerpen werd er veel moeite gestoken in het integreren van een (eventueel gerenoveerd) Koning Boudewijnstadion. Op 25 mei 2013 kondigde de Brusselse regering echter aan dat zij de bouw van een nieuw nationaal stadion op Parking C, een kilometer verderop in Vlaanderen voorstaat. Op de plaats van het huidige stadion komen in dat geval woningen.
WoningenOok als het Koning Boudewijnstadion zou blijven, zouden er minstens 500 woningen voorzien worden op de site. In voorlopige ontwerpen die geen rekening houden met een verhuis van het stadion, zouden de woningen ten oosten van het stadion komen.
VrijetijdsaanbodDe stad wil meer dagtoeristen aantrekken op de Heizel. Het atomium, de nieuwe concertzaal in Paleis 12 en de komst van een museum op de Heizel zouden hiervoor moeten zorgen. In elk plan wordt uitgegaan van een behoud van de Kinepolis bioscoop, in nieuwe of vernieuwde gebouwen. Bruparck zou in zijn huidige vorm verdwijnen. Eind 2017 werd gestart met de afbraak van The Village, een groep restaurants en winkels.
Planetarium en groene ruimtenHet Planetarium van Brussel, een van de grootste van Europa, zou ingepast worden in een nieuw park. Het zuidelijke deel van het projectgebied zou één groene ruimte vormen die de Madridlaan verbindt met de Houba de Strooperlaan. In dezelfde ruimte ligt de oostelijke ontsluitingsweg. Ook zouden er sportvelden komen in de nieuwe groene ruimten. Oorspronkelijk werd er een zwemvijver voorzien, maar bij de uitwerking werd deze gedegradeerd tot een waterspiegel.

## Mobiliteit
Aanvankelijk werd er een oostelijke ontsluitingsweg door het Ossegempark voorzien die rechtstreeks op de A12 zou aansluiten. Later werd er een noordelijke ontsluitingsweg via Parking C ontworpen. Het oostelijke alternatief bleef in de plannen figureren, wat buurtbewoners bleef verontrusten.
Verder zou er een nieuwe oost-west tramlijn worden aangelegd op de Heizel. Deze nieuwe lijn zou van huidige tramterminus 'Stadion' (tram 51 en 93 en tram 9 in de toekomst) in het westen via tramterminus 'Heizel' (tram 7) naar de huidige terminus van tram 3 in het oosten lopen ('Esplanade'). Mogelijke aantakkingen zijn er in het oosten voor de Brabantnet-sneltram vanuit het noorden en in het westen voor een tak naar nieuwe pendelparking op parking C in het noorden. Voor dat laatste is ook al een kabelbaan of verlenging van de metro voorgesteld.

## Bruparck
Bij de opstart van het project was de toekomst van het huidige Bruparck nog niet duidelijk. Het zwembad Oceade werd als niet gewenst in het nieuwe project ervaren. Miniatuurpark Mini-Europa zou echter kunnen blijven. Omwille van financiële redenen diende de eigenaar van Oceade en Mini-Europa uiteindelijk geen project in om zich in Neo in te passen en wilde de modellen van Mini-Europa aan de hoogst biedende te verkopen. De stad Brussel verlengde in 2010 de huurovereenkomst van Oceade en Mini-Europa tot eind augustus 2013 zodat de eigenaar een voorstel tot integratie in de nieuwe plannen kon doen of een verkoop van Mini-Europa kon voorbereiden. Eind juni 2013 kondigde de stad Brussel aan de huurovereenkomst voor nog eens drie jaar te verlengen om een mogelijke inpassing te herbekijken. Tegen 2014 werden gedetailleerde ontwerpen voorgesteld door drie architectenbureaus, waarin het duidelijker zou moeten worden of en hoe Mini-Europa kan ingepast zou kunnen worden.
In 2016 werd een derde en laatste maal uitstel van sluiting verleend tot 30 september 2018.

## Tegenstanders en concurrerende projecten
Tegelijk zijn commerciële andere projecten in de buurt, op Brussels en Vlaams grondgebied, gepland. Zo is zowel het megashoppingcentrum Uplace aan de Woluwelaan in Machelen en werd het winkelcentrum Just Under The Sky (JUTS) aan de Van Praetbrug ondertussen gerealiseerd.
In zijn bezwaar tegen JUTS had het Neutraal Syndicaat voor Zelfstandigen vooral kritiek op het feit dat er drie nieuwe winkelcentra zouden bijkomen in een straal van nog geen 10 kilometer. Uit onderzoek dat NSZ afnam bij 863 kleinhandelaars uit Vlaams-Brabant en Brussel blijkt dat 77 procent gekant is tegen de komst van Just under the Sky, Neo en Uplace.
Lokale bewoners beschouwen het project als pure speculatie en vinden dat het (publieke) project niet het algemene belang dient. Onder meer de organisaties Unizo, Bral, Bond Beter Leefmilieu, IEB, Arau en de christelijke vakbond uitten grote bezwaren tegen het winkelluik van het project.

## Procedureslag

### Planwijziging
In juli 2015 werd de nodige bestemmingswijziging van "zone van collectief belang" (waarin geen shoppingcentrum mogelijk is) naar "zone van gewestelijk belang" vernietigd door de Raad van State. Deze wijziging moest de toegelaten oppervlakte voor shopping optrekken van 13000 naar 72000 vierkante meter. Er waren echter geen alternatieve locaties onderzocht voor het winkelcentrum en men vreesde voor de mobiliteitsimpact van het winkelcentrum.
Een tweede poging tot bestemmingswijziging werd in december 2016 gedaan. De Raad van State gaf een positief advies over deze bestemmingswijziging in februari 2017. In september 2017 stapten de tegenstanders nogmaals naar de Raad van State om de wijziging van het Gewestelijk Bestemmingsplan te laten vernietigen.

### Ontsluiting
De noordelijke ontsluitingsweg werd in augustus 2017 goedgekeurd door Vlaanderen, nadat deze eerder al goedgekeurd was door het Brusselse Gewest. Vlaanderen gaf de vergunning voor de weg onafhankelijk van de geplande projecten, omdat de weg ook in de huidige situatie een verbetering zou vormen.

### Vergunningsaanvraag Neo I (2018)
De eerste fase van het project (Neo I) bevat de "handelswijk" met een winkels, horeca, een pretpark, een vernieuwde Kinepolis en woningen en bijhorende voorzieningen. Neo II bevat het congrescentrum en bijhorend hotel.
In februari 2018 liep het openbaar onderzoek voor vergunningsaanvraag bij het Brusselse Gewest. In maart 2018 vond de overlegcommissie plaats waarna de stad Brussel een advies moet formuleren voor het stedenbouwkundige attest voor Neo I.